# 六地蔵 (宇治市)
六地蔵（ろくじぞう）は、京都府宇治市の地名。

## 歴史
小野篁が852年（仁寿2年）に一本の桜の木から6体の地蔵菩薩像を作り、それを紀伊郡木幡の里の大善寺（現在の京都市伏見区桃山町西町）に祀った。それにより、大善寺の周辺は六地蔵村と呼ばれたが、明治22年（1889年）の町村制の施行により山科川以西は紀伊郡堀内村大字六地蔵となり、さらに昭和6年（1931年）京都市に編入された際に地名が消滅する。一方の山科川以東は宇治郡宇治村の一部となり現在の京都府宇治市六地蔵の地名の由来となっている。

## 地理
京都市伏見区との境界線になっている山科川が、現在のような堤防が築かれたのは昭和40年代になってからで、鉄道誌に「京阪宇治線、山科川の堤防建設に伴い昭和41年3月6日に上り線、同月20日下り線を築堤上の山科川橋梁に移され六地蔵駅を堤防の上の半高架式になった」との記述があり、その後に地上の旧線路後にも築堤の工事が行われたと思われる。
また山科川が京都市伏見区桃山与五郎町と桃山町伊賀の境で宇治川に合流するようにされたのは昭和になってからで、それまでは宇治川の旧水域が拡大した木幡池をはじめ西ガ池・奈良町池などの沼や湿地が広がる排水不良地で、山科川も木幡池に流れていた。そのために1917年9月‐10月の「大正大洪水」・1934年9月の室戸台風・その翌年の6月と8月の京都水害・戦後1953年9月の台風13号で被災する水害多発地帯だった。1953年の台風被害受けて始まった水害対策「淀川水系改修基本計画」が着工されたが、完成前の1959年8月13日の豪雨では山科川が破堤浸水・1961年9月の第2室戸台風で被災・1965年9月17日の台風24号の水害では六地蔵と木幡に避難勧告が出て床上浸水650戸などの被害が発生している。
「淀川水系改修基本計画」の山科川の改修の完成後は水害の恐れも減り、外環状線が開通して宇治市と京都市や大津市と結ぶ交通の要所となる。平成になり奈良線に「六地蔵駅」が開業、21世紀になり京都市営地下鉄唯一の京都市外の駅「六地蔵駅」が開業するなどますます利便性が向上している。

## 世帯数と人口
2019年（令和元年）9月1日現在の世帯数と人口は以下の通りである。
| 大字   | 世帯数    | 人口    |
| ------ | --------- | ------- |
| 六地蔵 | 1,265世帯 | 2,705人 |

### 人口の変遷
国勢調査による人口の推移。
| 1995年（平成7年）  | 1,533人 | [ 8 ]  |  |
| 2000年（平成12年） | 1,501人 | [ 9 ]  |  |
| 2005年（平成17年） | 1,690人 | [ 10 ] |  |
| 2010年（平成22年） | 1,586人 | [ 11 ] |  |
| 2015年（平成27年） | 2,702人 | [ 12 ] |  |

### 世帯数の変遷
国勢調査による世帯数の推移。
| 1995年（平成7年）  | 550世帯   | [ 8 ]  |  |
| 2000年（平成12年） | 550世帯   | [ 9 ]  |  |
| 2005年（平成17年） | 669世帯   | [ 10 ] |  |
| 2010年（平成22年） | 653世帯   | [ 11 ] |  |
| 2015年（平成27年） | 1,155世帯 | [ 12 ] |  |

## 交通
主要府道が交わり、JR奈良線・京阪宇治線が通り、京都市営地下鉄が唯一京都市外へ乗り入れている、宇治市北部の交通の要所となっている。

### 鉄道
- 西日本旅客鉄道（JR西日本）奈良線 六地蔵駅
- 京都市営地下鉄東西線 六地蔵駅（市営地下鉄唯一の京都市外の駅）
- 京阪電気鉄道宇治線 六地蔵駅（所在は京都市伏見区）

### 主要道路
- 京都外環状線
- 京都府道7号京都宇治線（一部区間で外環状線と重複している）
- 京都府道36号大津宇治線 (奈良街道)

### バス
- 京都京阪バス （旧・京阪宇治交通→京阪宇治バス）
- 京阪バス

## その他

### 日本郵便
- 郵便番号 : 611-0001[4]（集配局：宇治郵便局[13]）。